# Divine Ascension
Divine Ascension ist eine australische Symphonic-, Power- und Progressive-Metal-Band aus Melbourne, die 2007 gegründet wurde.

## Geschichte
Die Band wurde im Jahr 2007 gegründet. 2010 verließ der Keyboarder Don Marciano die Besetzung und wurde durch David Van Pelt ersetzt. Im Dezember des Jahres war die Band auf dem Sonic Forge Festival zu sehen und spielte im Folgejahr auf dem australischen Teil des Progfests. 2011 erschien über Nightmare Records das Debütalbum As the Truth Appears. 2013 fungierte Divine Ascension als Vorgruppe für Kamelot, ehe Ende 2014 das zweite Album Liberator bei ViciSolum Productions folgte. 2015 ging es zusammen mit Blind Guardian auf eine nationale Tournee, ehe es später im Jahr mit Stratovarius und Gloryhammer auf eine Tour durch Europa ging, die 31 Auftritte umfasste.

## Stil
Brian Giffin bezeichnete in seiner Encyclopedia of Australian Heavy Metal die Musik der Band als progressiven Power Metal. Laut Pete Pardo von seaoftranquility.org ist auf As the Truth Appears eine Mischung aus Symphonic- und Power-Metal im Stil von  Nightwish, Epica, After Forever und Within Temptation zu hören, wobei auch immer wieder progressive Elemente mit eingearbeitet würden. Das Songwriting sei solide, der Gesang kraftvoll und das Keyboard klinge orchestral. Der in Answers verwendete männliche Gesang erinnere an den von Tom Englund von Evergrey. Jenny Rönnebeck vom Rock Hard fasste den Liberator-Stil ebenfalls als Mix aus Power- und Symphonic-Metal zusammen, jedoch seien auch immer wieder Gemeinsamkeiten zu Symphony X herauszuhören. Das Album sei gut produziert und mit einem warmen, weiblichen Gesang versehen worden. Rönnebeck sah auch eine Ähnlichkeit mit Kamelot und Everygrey gegeben.

## Diskografie
- 2007: Demo (Demo, Eigenveröffentlichung)
- 2011: As the Truth Appears (Album, Nightmare Records)
- 2014: Liberator (Album, ViciSolum Productions)
- 2018: The Uncovering (Album, ViciSolum Productions)